# Pseudostichopus papillatus
Pseudostichopus papillatus is een zeekomkommer uit de familie Synallactidae.
De wetenschappelijke naam van de soort werd in 1949 gepubliceerd door D'yakonov.